# Symphurus ommaspilus
Symphurus ommaspilus is een straalvinnige vissensoort uit de familie van hondstongen (Cynoglossidae). De wetenschappelijke naam van de soort is voor het eerst geldig gepubliceerd in 1961 door Böhlke.